# Michiyo Yasuda
Michiyo Yasuda (保田 道世?, Yasuda Michiyo; Nakano, 28 aprile 1939 – 5 ottobre 2016) è stata un'animatrice giapponese.
Dal 1985 al 2008 ha lavorato come colorista per lo Studio Ghibli, la casa di produzione cinematografica fondata da Hayao Miyazaki, collaborando a tredici suoi film fra cui Il mio vicino Totoro, Il castello errante di Howl e La città incantata, vincitore del Premio Oscar per il miglior film d'animazione nel 2003.